# سكايلاند إسطنبول

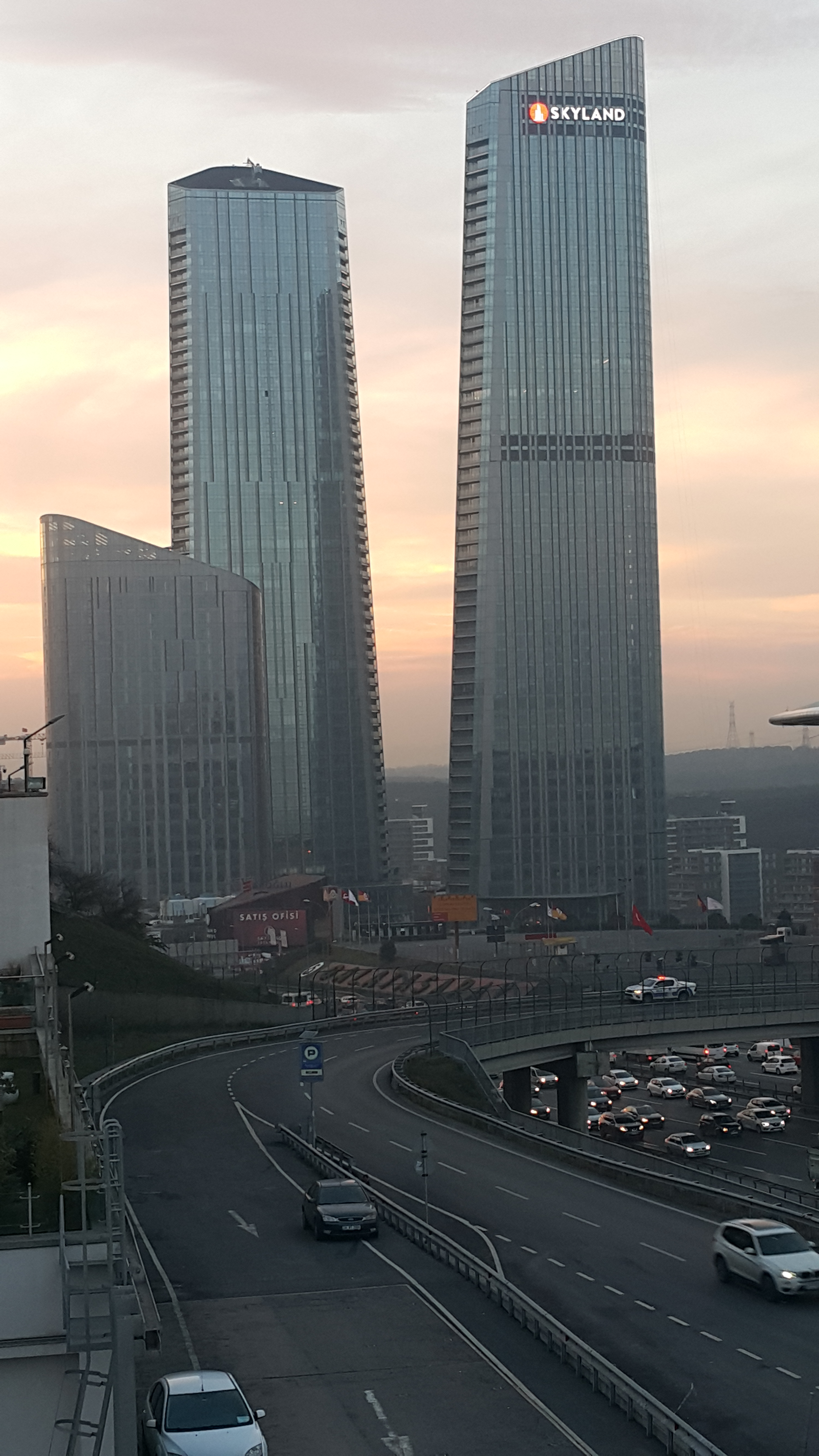
سكايلاند إسطنبول 1و2

سكايلاند إسطنبول-1 وسكايلاند إسطنبول-2 هما ناطحات سحاب متعددة الاستخدامات في حي سيرانتيب في منطقة شيشلي في اسطنبول، تركيا. سكايلاند إسطنبول هما أطول المباني في إسطنبول، بطول 284 م (932 قدمًا). مصمم المباني كان بيتر فوغان من شركة برودواي ماليان.
بدأ المشروع بتكلفة استثمارية قدرها 700 مليون دولار أمريكي في عام 2012. تتميز المباني المكونة من 65 طابقًا بـ 830 منزلا و 504 مساحة مكتبية وفندقًا دوليًا من فئة الخمس نجوم مع 300 غرفة وقاعة مؤتمرات بسعة 550 مقعدًا.